# Pheucticus aureoventris
El picogrueso dorsinegro (Pheucticus aureoventris) conocido también como miranchurito, picogordo pechinegro, piquigrueso de pecho negro o rey del bosque es una especie de ave paseriforme de la familia Cardinalidae propia de Sudamérica. Se los captura con vistas a emplearlos como mascotas.

## Características
Mide unos 22 cm de longitud. El macho presenta una pechera negra, mientras que la hembra solo presenta un moteado negro sobre el pecho amarillo.

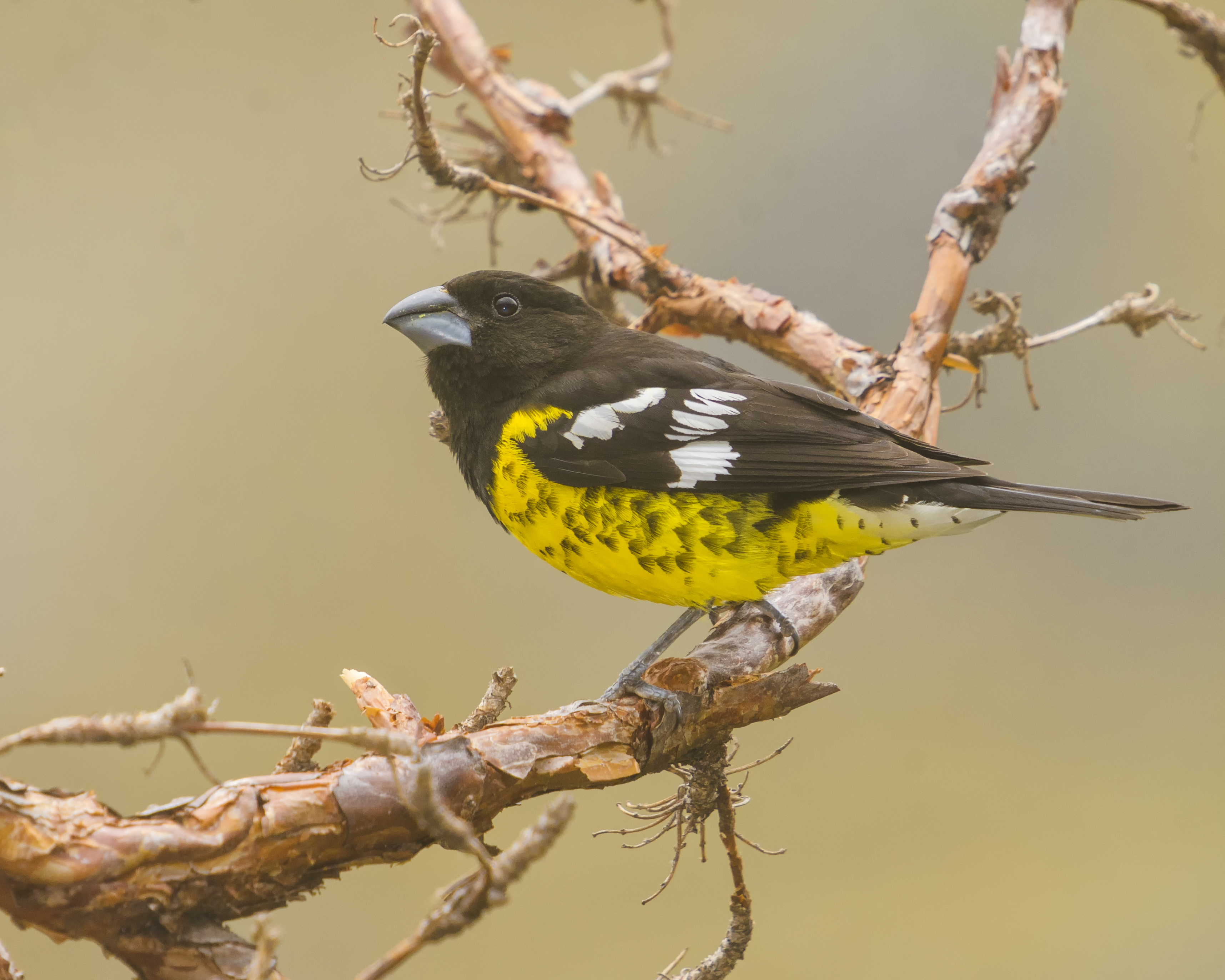
Pheucticus aureoventris posado en una rama de Polylepis australis a 1600 en la ladera occidental del Cerro Champaquí.

## Distribución
Esta especie se encuentra ampliamente distribuida en Argentina, desde el norte de La Pampa y sur de San Luis hasta Salta y Jujuy por el norte, y hasta Formosa y Santa Fe por el este, hasta el departamento de Nariño en el sur de Colombia. También se encuentra en gran parte del territorio de Bolivia a excepción del departamento de Oruro.[cita requerida] Se desplaza por los estratos medio y bajo de montes chaqueños y bosques de transición en yungas, generalmente en pareja o grupos familiares integrados por adultos y juveniles.